# Carex xiangxiensis
Espèce
Classification phylogénétique
Carex xiangxiensis est une espèce des plantes du genre Carex et de la famille des Cyperaceae.